# Успение Богородично (Елати)
Вижте пояснителната страница за други значения на Успение Богородично.
„Успение на Пресвета Богородица“ (на гръцки: Κοίμησης Θεοτόκου) е възрожденска православна църква, енорийски храм на кожанското село Елати (Лужани), Егейска Македония, Гърция, част от Сервийската и Кожанска епархия. Храмът е изграден в 1870 година на главния площад на селото. Забележителен е с редките си крушовидни прозорци. В 1969 година е издигната камбанарията, а в 1987 година според надписа е изписан.